# Corina Peptan
Corina-Isabela Peptan (n. 17 martie 1978, Bumbești-Jiu, România) este o șahistă română cu titlurile de Maestru Internațional (IM) și Femeie Mare Maestru (WGM). Ea a câștigat Campionatele Mondiale de Șah pentru Tineret în mai multe categorii pentru fete: sub 10 în Timișoara 1988, sub 12 în Fond du Lac 1990, sub 14 în Varșovia în 1991 și sub 18 ani în Guarapuava 1995.
Peptan a concurat la Campionatul Mondial de Șah pentru Femei în 2000, 2001 și 2004. Ea a ajuns în sferturile de finală în anul 2000. A câștigat Campionatele României de Șah pentru Femei în 1991, 1994, 1995, 1997, 2000, 2004, 2007, 2008, 2009, 2014, 2015 și 2017.
În evenimentele pe echipe, ea a reprezentat România la Olimpiada de Șah pentru Femei, Echipa Feminină la Campionatul European de Șah, Balcaniadele de Șah pentru Femei și Balcaniadele de Șah pentru Fete. Peptan a câștigat două medalii de argint individuale la olimpiadele din Moscova 1994 și Calvia 2004. În Cupa Cluburilor Europene pentru Femei, ea a jucat pentru echipa AEM-Luxten Timișoara în 1998, când a câștigat aurul.